# The Complete Carl Barks Disney Library
The Complete Carl Barks Disney Library er en bogserie udgivet af Fantagraphics. Den skal indeholde alle Disney-tegneserier skrevet og/eller tegnet af Carl Barks. Størstedelen af historierne blev oprindeligt udgivet fra slutningen af 1942, da Barks endelig trak sig tilbage fra tegnefilm for Disney, og indtil juni 1966, da Barks gik på pension.
Udgivelsen af bogserien begyndte i november 2011, og når udgivelsen er færdig, vil den bestå af over 6 000 tegneseriesider fordelt på 32 bind, der hver består af 200-240 sider.
Bogserien er oversat og udgivet i Italien, Brasilien, Rusland og Tyskland.

## Baggrund
Rettighederne til Barks' værker blev licenseret fra Disney til Gemstone Publishing fra 2003 til slutningen af 2008, da Gemstone stoppede med at udgive Disney-publikationer. Da Fantagraphics' udgiver, Gary Groth, hørte om dette, kontaktede han Disney og sikrede sig rettighederne til at udgive Floyd Gottfredsons tegneserier om Mickey Mouse. Dette resulterede i The Floyd Gottfredson Library, som udkom fra midten af 2011. Groth forsøgte også at opnå rettighederne til Barks' andeserie. Disney annoncerede oprindeligt, at de selv ville udgive bøgerne, men ændrede senere mening og gav Fantagraphics tilladelse til at trykke Disneys samlede andeserie af Barks.

## Format
Barks' andeserier var blevet genoptrykt flere gange før netop denne udgave, især til det europæiske marked på forskellige europæiske sprog, men den eneste komplette samling udgivet på originalsproget før dette var det dyre The Carl Barks Library, omfattende 30 bind for det meste i sort-hvid. Fantagraphics' udgave af Barks' historier er trykt helt i farver.
Når alle bind er udgivet, vil de danne en kronologisk samling af Barks' serier, men de udgives i rækkefølge efter Fantagraphics' anslåede læserskare af Barks' forskellige epoker. Det første udgivne bind, "Lost in the Andes", indeholder tegneserier fra det, der anses for Barks' højdepunkt (slutningen af 1940'erne til midten af 1950'erne), herunder Lost in the Andes, som var Barks' egen favorit.
Bøgerne er designet af Jacob Covey fra Fantagraphics. Tegneserierne er farvelagt med deres originale farver som udgangspunkt og med den almindelige læser som målgruppe, i modsætning til farvelægningen af mange andre udgivelser fra Fantagraphics, som normalt er rettet mod tegneseriekendere. De første bøger er farvelagt af Rich Tommaso, senere har Tom Ziuko, Joseph Robert Cowles, Gary Leach og Susan Daigle-Leach også bidraget.
Hver bog er på omkring 200-240 sider. Interviewer, kronikker, forsider, supplerende materiale og referencer fylder omkring 20 sider.

## Restaurering
Bind 5-20 er fuldstændig ucensurerede og indeholder de racekarikaturer, der optrådte i originalerne, men som blev redigeret ud i genoptryk af tegneserierne. Nogle tegneserier er genoptrykt med nyopdagede originaltegninger for første gang siden deres oprindelige udgivelse.
Fantagraphics har valgt at farvelægge tegneserierne digitalt med udgangspunkt i den originale udgave, frem for direkte at gengive den originale farvelægning, nogle gange med dårlig farvetilpasning, som de har gjort i mange af deres arkivprojekter. Farvelægger Rich Tommaso har holdt sig meget tæt på de originale farver, men har nedtonet de mest skrigende farver noget af hensyn til den moderne læser. I nogle tilfælde er farvelægningen blevet rettet i tilfælde, hvor man vidste, at Barks udtrykte utilfredshed med den, og også i nogle tilfælde, hvor forlaget mente, at farvelægningen kunne rettes eller forbedres.

## Censur
1. oplag af bind 21 indeholder erklæringen "Some dialogue in this edition has been updated." I historien "The Lovelorn Fireman" er ordet "holocaust" på side 108 ændret til "conflagration". I 2. oplag, udgivet ved årsskiftet 2022-2023, er ansvarsfraskrivelsen om ændret dialog fjernet og den oprindelige tekst gendannet; men historien "The Flying Farm Hand" er blevet fjernet.
Indholdsfortegnelsen i bind 23 indeholder erklæringen "The artwork in these comics stories is reproduced here in its entirety as first created in 1959-1960. Some dialog has been modified." Specifikt er teksten om indianere blevet omskrevet i historierne "Trail Tycoon" og "The Wax Museum". I 2. oplag er den oprindelige tekst gendannet.
Bind 26 er også censureret.

## Oversigt
Foruden kassetterne i oversigten er der også udgivet en julekassette Donald Duck Christmas Treasury med bog 5 og 11.
| The Complete Carl Barks Disney Library |              |         |               |                                       |             |                |                   |         |                                          |
| Nr.                                    | Periode      | Udgivet | Titelfigur    | Titel                                 | Numm. sider | Totalt sidetal | ISBN              | INDUCKS | Kassette                                 |
| 1                                      |              | 2025-08 | Donald Duck   | "Donald Duck Finds Pirate Gold"       |             |                | 979-8-8750-0113-0 | CBDL 1  | Kassette 1 (planlagt)                    |
| 2                                      | 1943-1945    | 2024-11 | Donald Duck   | "Frozen Gold"                         | 238         | 252            | 978-1-68396-988-4 | CBDL 2  | Kassette 1 (planlagt)                    |
| 3                                      | 1945-1946    | 2024-08 | Donald Duck   | "Mystery of the Swamp"                | 238         | 256            | 978-1-68396-972-3 | CBDL 3  | Kassette 2 (planlagt)                    |
| 4                                      | 1946-47, 88  | 2023-10 | Donald Duck   | "Maharajah Donald"                    | 218         | 232            | 978-1-68396-900-6 | CBDL 4  | Kassette 2 (planlagt)                    |
| 5                                      | 1947         | 2013-10 | Donald Duck   | "Christmas on Bear Mountain"          | 210         | 224            | 978-1-60699-697-3 | CBDL 5  | Kass. 3: Vol. 5 & 6 978-1-60699-979-0    |
| 6                                      | 1948         | 2013-05 | Donald Duck   | "The Old Castle's Secret"             | 226         | 240            | 978-1-60699-653-9 | CBDL 6  | Kass. 3: Vol. 5 & 6 978-1-60699-979-0    |
| 7                                      | 1948-1949    | 2011-11 | Donald Duck   | "Lost in the Andes"                   | 204         | 248            | 978-1-60699-474-0 | CBDL 7  | Kass. 4: Vol. 7 & 8 978-1-60699-796-3    |
| 8                                      | 1949-1950    | 2014-05 | Donald Duck   | "Trail of the Unicorn"                | 216         | 232            | 978-1-60699-741-3 | CBDL 8  | Kass. 4: Vol. 7 & 8 978-1-60699-796-3    |
| 9                                      | 1950         | 2015-05 | Donald Duck   | "The Pixilated Parrot"                | 210         | 224            | 978-1-60699-834-2 | CBDL 9  | Kass. 5: Vol. 9 & 10 978-1-68396-046-1   |
| 10                                     | 1951         | 2016-05 | Donald Duck   | "Terror of the Beagle Boys"           | 225         | 240            | 978-1-60699-920-2 | CBDL 10 | Kass. 5: Vol. 9 & 10 978-1-68396-046-1   |
| 11                                     | 1951-1952    | 2012-11 | Donald Duck   | "A Christmas For Shacktown"           | 234         | 248            | 978-1-60699-574-7 | CBDL 11 | Kass. 6: Vol. 11 & 13 978-1-68396-124-6  |
| 13                                     | 1952-1953    | 2015-10 | Donald Duck   | "Trick or Treat"                      | 221         | 236            | 978-1-60699-874-8 | CBDL 13 | Kass. 6: Vol. 11 & 13 978-1-68396-124-6  |
| 12                                     | 1952-1954    | 2012-07 | Uncle $crooge | "Only a Poor Old Man"                 | 240         | 256            | 978-1-60699-535-8 | CBDL 12 | Kass. 7: Vol. 12 & 14 978-1-60699-875-5  |
| 14                                     | 1954-1955    | 2014-11 | Uncle $crooge | "The Seven Cities of Gold"            | 234         | 248            | 978-1-60699-795-6 | CBDL 14 | Kass. 7: Vol. 12 & 14 978-1-60699-875-5  |
| 15                                     | 1953-1955    | 2016-10 | Donald Duck   | "The Ghost Sheriff of Last Gasp"      | 242         | 256            | 978-1-60699-953-0 | CBDL 15 | Kass. 8: Vol. 15 & 17 978-1-68396-240-3  |
| 17                                     | 1955-1956    | 2017-10 | Donald Duck   | "Secret of Hondorica"                 | 194         | 208            | 978-1-68396-045-4 | CBDL 17 | Kass. 8: Vol. 15 & 17 978-1-68396-240-3  |
| 18                                     | 1956-1958    | 2018-04 | Donald Duck   | "The Lost Peg Leg Mine"               | 194         | 208            | 978-1-68396-093-5 | CBDL 18 | Kass. 9: Vol. 18 & 19 978-1-68396-384-4  |
| 19                                     | 1957-1958    | 2018-09 | Donald Duck   | "The Black Pearls of Tabu Yama"       | 194         | 208            | 978-1-68396-123-9 | CBDL 19 | Kass. 9: Vol. 18 & 19 978-1-68396-384-4  |
| 16                                     | 1956-1957    | 2017-07 | Uncle $crooge | "The Lost Crown of Genghis Khan"      | 226         | 240            | 978-1-68396-013-3 | CBDL 16 | Kass. 10: Vol. 16 & 20 978-1-68396-475-9 |
| 20                                     | 1957-1958    | 2019-05 | Uncle $crooge | "The Mines of King Solomon"           | 202         | 216            | 978-1-68396-187-1 | CBDL 20 | Kass. 10: Vol. 16 & 20 978-1-68396-475-9 |
| 21                                     | 1958-1959    | 2019-10 | Donald Duck   | "Christmas in Duckburg"               | 194         | 208            | 978-1-68396-239-7 | CBDL 21 | Kass. 11: Vol. 21 & 23 978-1-68396-662-3 |
| 23                                     | 1959-1960    | 2020-09 | Donald Duck   | "Under the Polar Ice"                 | 194         | 208            | 978-1-68396-383-7 | CBDL 23 | Kass. 11: Vol. 21 & 23 978-1-68396-662-3 |
| 22                                     | 1958-1962    | 2020-06 | Uncle $crooge | "The Twenty-Four Carat Moon"          | 202         | 216            | 978-1-68396-291-5 | CBDL 22 | Kass. 12: Vol. 22 & 24 978-1-68396-898-6 |
| 24                                     | 1959-1960    | 2021-02 | Uncle $crooge | "Island in the Sky"                   | 210         | 224            | 978-1-68396-401-8 | CBDL 24 | Kass. 12: Vol. 22 & 24 978-1-68396-898-6 |
| 25                                     | 60-61, 69-70 | 2021-11 | Donald Duck   | "Balloonatics"                        | 210         | 224            | 978-1-68396-474-2 | CBDL 25 | Kass. 13: Vol. 25 & 27 978-1-68396-987-7 |
| 27                                     | 1960-61, 71  | 2022-11 | Donald Duck   | "Duck Luck"                           | 202         | 216            | 978-1-68396-653-1 | CBDL 27 | Kass. 13: Vol. 25 & 27 978-1-68396-987-7 |
| 26                                     | 1960-1962    | 2022-08 | Uncle $crooge | "The Golden Nugget Boat"              | 210         | 224            | 978-1-68396-565-7 | CBDL 26 | Kass. 14: Vol. 26 & 28 979-8-8750-0149-9 |
| 28                                     | 1960-1962    | 2023-06 | Uncle $crooge | "Cave of Ali Baba"                    | 198         | 212            | 978-1-68396-763-7 | CBDL 28 | Kass. 14: Vol. 26 & 28 979-8-8750-0149-9 |
| 29                                     |              | 2025-10 | Donald Duck   | "The Lonely Lighthouse on Cape Quack" |             |                | 979-8-8750-0150-5 |         | Kassette 15 (planlagt)                   |
|                                        |              |         | Donald Duck   | (Planlagt)                            |             |                |                   |         | Kassette 15 (planlagt)                   |
| 30                                     |              | 2026-10 | Uncle $crooge | "Lost Beneath the Sea"                |             |                | 979-8-8750-0181-9 |         | Kassette 16 (planlagt)                   |
|                                        |              |         | Uncle $crooge | (Planlagt)                            |             |                |                   |         | Kassette 16 (planlagt)                   |